# 青森県立三本木農業恵拓高等学校
青森県立三本木農業恵拓高等学校（あおもりけんりつ さんぼんぎのうぎょうけいたくこうとうがっこう、英: Aomori Prefectural Sanbongi Agricultural High School）とは、青森県十和田市相坂字高清水に所在する公立の農業高等学校。

## 概要
1898年（明治31年）創立の「青森県農学校」を前身とする。1948年（昭和23年）の学制改革により、新制の農業高等学校である青森県立三本木農業高等学校となった。
2021年（令和3年）、三本木農業高等学校・十和田西高等学校・六戸高等学校の3校が統合され、三本木農業高等学校の校舎・校地を利用して青森県立三本木農業恵拓高等学校が新設された。2022年時点では移行期にあり、2020年度までの入学生は三本木農業高校生、2021年度以降の入学生は三本木農業恵拓高校生として混在している。

### 設置課程・学科

#### 三本木農業高等学校
全日制課程 5学科
- 植物科学科
- 動物科学科
- 農業機械科
- 環境土木科
- 農業経済科

#### 三本木農業恵拓高等学校
全日制課程 5学科
- 普通科
- 植物科学科
- 動物科学科
- 環境工学科
- 食品科学科

### 校訓
自主協同・自律責任・質実剛健・言行一致

### 校歌
作詞は弥富破摩雄（弘前高等学校教授）、作曲は小松耕輔（東京女子高等師範学校教授）による。歌詞は4番まであり、校名は歌詞に登場しない。

### 同窓会
「三農同窓会」と称している。

## 沿革
- 1898年（明治31年）10月24日 - 青森県農学校として創立。農学科と獣医科を設置。
- 1901年（明治34年）4月1日 - 青森県畜産学校と改称。
- 1913年（大正2年）4月1日 - 畜産科を獣医科、農科を農牧科に改称。
- 1918年（大正7年）4月1日 - 養蚕科を設置。
- 1919年（大正8年）4月1日 - 青森県立三本木農学校と改称。
- 1927年（昭和2年）4月1日 - 農牧科を農業科と改称。
- 1934年（昭和9年）4月1日 - 養蚕科を農蚕科と改称。
- 1936年（昭和11年）4月1日 - 農畜科を設置。
- 1942年（昭和17年）4月1日 - 農業土木科を設置。農蚕科を廃止し農業科に統合。
- 1943年（昭和18年）4月1日 - 青森県立三本木農業学校と改称。獣医科を獣医畜産科と改称。
- 1946年（昭和21年）4月1日 - 獣医畜産科を廃止し畜産科に統合。
- 1948年（昭和23年）
  - 4月1日 - 学制改革（六・三制の実施）により、農業学校が廃止され、新制高等学校「青森県立三本木農業高等学校」と改称。通常制5課程（農業・畜産・農業土木・林業・普通）と定時制農業課程を設置。
  - 7月1日 - 青森県立三本木女子高等学校とともに百石分校を設置。
- 1949年（昭和24年）4月1日 - 百石分校が青森県立三本木農業高等学校単独の分校となる。
- 1952年（昭和27年）
  - 3月31日 - 通常制普通課程を廃止。
  - 4月1日 - 農村家庭課程と商業課程を設置。
  - 5月1日 - 百石分校を青森県立八戸東高等学校に移管。
- 1954年（昭和29年）
  - 3月31日 - 林業課程を廃止。
  - 4月1日 - 十和田分校（定時制農業課程）を設置。
- 1962年（昭和37年）4月1日 - 通常制を全日制課程、定時制を定時制課程に改称。従来の課程を科に改称。
- 1963年（昭和38年）4月1日 - 農村家庭課程を生活科と改称。
- 1965年（昭和40年）3月31日 - 商業科と定時制課程農業科を廃止。
- 1967年（昭和42年）4月1日 - 文部省より自営者養成農業高等学校に指定される。
- 1969年（昭和44年）- 現在地に新校舎が完成し移転を完了。寄宿舎（志学寮）を開設。
- 1973年（昭和48年）4月1日 - 園芸科を設置。
- 1976年（昭和51年）3月31日 - 定時制課程を廃止。
- 1978年（昭和53年）- 創立80周年を記念して三農会館（同窓会館）が完成。
- 1980年（昭和55年）- 寄宿舎（志岳寮）を増築。十和田分校を青森県立三本木高等学校に移管。校舎を増築。
- 1983年（昭和58年）4月 - 畜産科において女子の募集を開始。
- 1988年（昭和63年）- 創立90周年を記念して前庭の造園および運動部部室が完成。
- 1989年（平成元年）4月1日 - 農業科2学級を1学級に減じ、男女募集を開始。農業経済科を1学級新設。 生活科を生活科学科と改称。農業土木科の男女募集を開始。
- 1990年（平成2年）- 野球場が完成。
  - 4月1日 - 畜産科2学級を1学級に減じる。
- 1991年（平成3年）4月1日 - 生活科学科2学級を1学級に減じる。農業機械科を新設。
- 1992年（平成4年）4月 - 運輸大臣より自動車整備士一種養成施設として指定される。
- 1993年（平成5年）4月 - 東北運輸局長より自動車分解整備事業所として認証される。
- 1994年（平成6年）- 順化温室が完成。
- 1996年（平成8年）4月 - 生活科学科の男女募集を開始。
- 1998年（平成10年）
  - 第一体育館を改修。文部省より農業経営者育成高等学校に指定される。 第32回全日本高等学校馬術競技大会が開催される。
  - 創立100周年を記念して記念会館と相撲道場が完成。
- 1999年（平成11年）- 校舎（管理棟）の耐震改修工事が完了。
- 2000年（平成12年）4月1日 - 畜産科を動物科学科に改編。
- 2006年（平成18年）4月1日 - 学科改編により、植物科学科・動物科学科・農業機械科・農業土木科・農業経済科・生活科学科の6学科を設置。
- 2007年（平成19年）- 特別教室棟を改修。
- 2010年（平成22年） - 平成22年度全国高等学校総合体育大会（「美ら島沖縄総体」）でアーチェリー部女子が団体優勝。
- 2018年 （平成30年）4月1日 - 生活科学科廃止。
- 2021年（令和3年）4月8日 - 十和田西高等学校・六戸高等学校と統合し、青森県立三本木農業恵拓高等学校が開校。

## 部活動
| - 運動系部活動 - 陸上競技部 - 柔道部 - 馬術部 - バレーボール部 - バスケットボール部 - バドミントン部 - ソフトテニス部 - アーチェリー部 - 相撲部 - サッカー部 - ラグビー部 - 野球部 - 卓球部 - 剣道部 | - 文化系部活動 - 吹奏楽部 - 写真部 - 手芸部 - 華道部 - 赤十字部 - 書道部 - 放送部 | - 愛好会・その他 - 軽音楽愛好会 |

## 著名な出身者
- 種市一正 - 元三沢市長
- 熊谷浩二 - 元サッカー選手
- 市ノ渡三四四 - 元大相撲力士
- 武士沢友治 - 日本中央競馬会(JRA)所属の騎手（中退）
- 阿武咲奎也 - 元大相撲力士(中退)
- 錦富士隆聖 - 大相撲力士
- 木竜皇博一 - 大相撲力士
- 遠藤広太 - ラグビー選手
- 蠣崎竜太 - ラグビー選手
- 谷地村政幸 - ラグビー選手
- 浅沼樹羅 - ラグビー選手
- 田嶋グン - ラグビー選手
- 坂本駿介 - ラグビー選手
- りんごちゃん (ものまねタレント) - ものまねタレント

## 交通アクセス
- 十和田観光電鉄バス 鉄道代替バスで、「三農高前」バス停下車徒歩5分
- 青森県道10号三沢十和田線